# Гражданская война в Донбассе
Гражданская война в Донбассе — события Гражданской войны в России (1917—1922) происходившие на территории Донецкого региона — исторического промышленного региона Юга Российской империи. Гражданская война в Донбассе являлась частью Гражданской войны на Украине (1917—1921) и Гражданской войны на Дону.
5 февраля 1919 года Совнарком Украинской ССР учредил Донецкую губернию в составе Бахмутского и Славяносербского уездов Екатеринославской губернии.
В Донецкую губернию вошли Бахмутский, Славяносербский (Луганский) и Мариупольский уезды Екатеринославской губернии, Таганрогский округ и группа станиц (в основном угледобывающих) Черкасского и Донецкого округов Области Войска Донского, Старобельский уезд и 6 волостей Изюмского и Купянского уездов Харьковской губернии.

## Донбасс после Февральской революции

### Начало обособления промышленного региона
Значительный вклад в развитие идеи административного обособления Донецкого угольного бассейна и Криворожского рудного района внёс ещё во время Российской империи Совет Съезда горнопромышленников Юга России (ССГЮР). Промышленников не устраивало разделение цельного Донецко-Криворожского промышленного региона на три административные единицы — Екатеринославскую, Харьковскую губернии и Область Войска Донского. Уже с конца XIX в. предприниматели начали указывать на его «экономическую неделимость» в составе России. К Февральской революции 1917 года в Донецко-Криворожском регионе сложился консенсус экономических и политических элит по поводу необходимости объединить угольные и металлургические районы региона в единую область со столицей в Харькове или Екатеринославе. Осуществлением этой идеи стало создание Временным правительством в марте 1917 года Временного комитета Донецкого бассейна для планирования и регулирования экономического развития Донбасса как единого комплекса. Временный комитет разместился в Харькове, который таким образом стал восприниматься как центр региона.
Летом 1917 года, когда Украинская Центральная рада, провозгласившая национально-территориальную автономию Украины в составе России, заявила о своих претензиях на территорию девяти губерний бывшей Российской империи, включая Донбасс, руководство ССГЮР обратилось к Временному правительству с настоятельным требованием не допустить передачи «южной горной и горнозаводской промышленности — основы экономического развития и военной мощи государства» под контроль «провинциальной автономии и может быть даже федерации, основанной на резко выраженном национальном признаке». Комиссия Временного правительства 4 (17) августа направила Генеральному секретариату (правительству) Центральной рады «Временную инструкцию», согласно которой правомочность Генерального секретариата признавалась лишь для пяти из 9 губерний, на которые претендовала Центральная рада, — Киевской, Волынской, Подольской, Полтавской и Черниговской.

### Донбасс после Февральской революции
3—5 (16—18) марта на территории всей Украины были ликвидированы органы русской имперской администрации, исполнительная власть перешла к назначенным Временным правительством губернским и уездным комиссарам. В уездных центрах создавались «гражданские» и «общественные» комитеты. Одновременно с этим в городах, посёлках, рудниках начали создаваться Советы рабочих депутатов как представительные органы революционно-демократических сил. Первоначально в их составе преобладали представители умеренных социалистических партий — эсеров и меньшевиков. Так, в Луганском совете из 60 депутатов большевики составляли лишь четверть — 15 человек.
В марте-апреле Советы были сформированы в Лисичанске, Кадиевке, Сорокине, Брянке, Криндачевке, Сватове, Екатеринодоне и других населённых пунктах. Некоторые из них — Брянский, Кадиевский, Ровеньковский волостные Советы рабочих и крестьянских депутатов — возглавили большевики; другие — эсеры и меньшевики. И если большевики стремились превратить Советы в органы власти на местах, то меньшевики и эсеры через них поддерживали Временное правительство.
В крупных промышленных центрах членами Советов были преимущественно рабочие, а в Бахмуте, Славянске, Лисичанске — ремесленники, предприниматели и интеллигенция. По партийному составу большевики преобладали лишь в Горловско-Щербиновском районе (кроме рудника № 1, где Совет был меньшевистским). Остальные Советы контролировали меньшевики и эсеры, за исключением Дружковского и Донсодовского, которые возглавляли члены Конституционно-демократической партии.
В течение марта почти на всех предприятиях были сформированы заводские и рудничные комитеты, которые решали вопросы снабжения рабочих продовольствием, увеличения зарплаты, регулирования продолжительности рабочего дня, улучшения условий труда, а в некоторых случаях устанавливали контроль над производством. В последующем были созданы районные и центральные советы фабрично-заводских комитетов.
Февральская революция привела к активизации на территории Донбасса различных политических партий и организаций, в том числе национальных. Наиболее многочисленной украинской политической силой стала УСДРП, имевшая свои организации в Енакиеве, Горловке, Лисичанске, Бахмуте, Мариуполе, Луганске. Кроме неё в регионе действовали Украинская партия социалистов-революционеров, Украинская партия социалистов-федералистов, «Просвита». Впрочем, украинские национальные силы в Донбассе опирались преимущественно на тыловые подразделения украинизированных воинских частей. В частности, в Луганске дислоцировался 25-й запасной Бахмутский полк, командир которого В. Малашко объявил себя украинским эсером, куренным атаманом местного «вольного казачества» и председателем «повитовой рады». Никаким реальным влиянием этот орган не обладал и самораспустился вскоре после Октябрьской революции. Некоторая поддержка «украинскому движению» на Луганщине была распространена только среди железнодорожных рабочих. Когда на первомайской демонстрации в Луганске местная украинская группа появилась со своим сине-жёлтым флагом, рабочие потребовали его снять, поскольку «на рабочей манифестации могут развеваться только красные знамёна». Рабочий пролетариат, сосредоточенный в крупных городских центрах, а также в районе рудников и шахт Донецкого бассейна, не принадлежал к коренному населению Малороссии, что определяло его враждебное отношение к самостийному украинскому движению.
В Дружковке, Константиновке, Енакиеве, Луганске имелись крупные группы латышских и польских социал-демократов. Во всех крупных населённых пунктах Донбасса действовали еврейские организации — Бунд, Поалей Цион и др..
15-17 (28-30) марта в уездном центре Екатеринославской губернии Бахмуте состоялась I конференция Советов Донбасса.
28−29 марта в Харькове на конференции углепромышленников и представителей 22 донбасских Советов рабочие потребовали установления минимальной заработной платы в размере 3 р. 50 к. за 8-часовой рабочий день. 11 апреля на конференции рабочих металлургических заводов Донбасса и Кривбасса и представителей дирекции заводов в Екатеринославе было принято решение об установлении 8-часового рабочего дня и повышении заработной платы на 35 %.
25 апреля — 6 мая в Харькове состоялся I областной съезд Советов рабочих депутатов Донецкого и Криворожского бассейнов, который учредил Областной комитет Донкривбасса и принял положение об организационной структуре Советов Донецкого и Криворожского бассейнов. Главой Совета и его исполкома стал эсер Лев Голубовский. Всего в течение 1917 года прошло ещё два таких вседонецких съезда (6-12 октября и 9-11 декабря). При формировании нового региона игнорировалось старое административное деление Российской империи — в него были включены Макеевка и примыкающие к Мариуполю и Таганрогу земли, которые принадлежали Области Войска Донского, а также Кривой Рог, относившийся к Херсонской губернии.
В городах начали создаваться вооружённые рабочие дружины. Луганская к лету насчитывала около 300 человек, алчевская — более 100 человек.
Июльские события в Петрограде привели к тому, что в некоторых районах Донбасса развернулись гонения на большевиков, которых считали «немецкими шпионами» и «врагами русской революции». Временное правительство использовало эти события для наступления на права трудящихся. Промышленниками применялись массовые локауты и свёртывание производства. К концу июля было остановлена работа на большинстве шахт, многих заводах; более чем на треть сократился вывоз угля. Сотни безработных были выброшены на улицу.
Тем временем позиции большевиков на Луганщине постепенно укреплялись, о чём, в частности, свидетельствовали итоги муниципальных выборов. На состоявшихся 6 августа выборах в городскую думу Луганска 29 из 75 избранных гласных были большевиками. Эсеры совместно с еврейской партией «СЕРП» получили 18 мандатов, меньшевики и бундовцы — 10; кадеты — лишь 2 места. Председателем думы 23 августа был избран Климент Ворошилов, городским головой — большевик Александр Червяков. Луганск стал первым городом на Украине, где городскую думу возглавил большевик.
Во время Корниловского мятежа по всему Донецкому бассейну прокатилась мощная волна стачек, собраний протеста, на которых выдвигались требования о расформировании и разоружении контрреволюционных войск, об аресте царских генералов, разгоне Государственной думы, закрытии буржуазных органов печати. Создавались комитеты спасения революции, революционные комитеты, революционные штабы, рабочие дружины, отряды Красной гвардии. Рудкомы и профсоюзы с помощью рабочей милиции организовывали охрану заводов, шахт и рудников, рабочих поселков и городов. После разгрома корниловщины рабочие дружины не сложили оружия. Революционные комитеты и штабы продолжали действовать, несмотря на распоряжения Временного правительства об их роспуске и разоружении рабочих.
Реакцией на корниловское выступление стало и возникновение так называемой Горловско-Щербиновской республики, где власть взял на себя местный Совет, которым руководили большевики.
4 сентября лидер большевистского обкома Фёдор Сергеев (Артём) заявил на совещании фабрично-заводских комитетов в Харькове: «…В настоящее время мы порвали с Временным правительством и приступили к образованию своей власти, к организации которой будет привлечён весь Донецкий бассейн». 7 сентября он телеграфировал в ЦК РСДРП(б) о создании «революционного штаба — верховного органа, не признанного Временным правительством и сосредотачивающего в себе всю власть на местах. Фактически это было декретированием республики Харьковской губернии».
Провал Корниловского путча способствовал укреплению позиций большевиков, которые изменили свои политические лозунги, пообещав в случае прихода к власти немедленно прекратить войну, осуществить ликвидацию помещичьего землевладения и провести уравнительный раздел земли между крестьянами, превратить Россию в союз свободных республик. Началась большевизация Советов. В сентябре большевистскими стали Луганский совет рабочих, солдатских и крестьянских депутатов (здесь из 120 депутатов 82 являлись большевиками), Белянский горнозаводской подрайонный совет рабочих и солдатских депутатов, Боково-Хрустальский совет рабочих депутатов, Екатеринодонский совет рабочих депутатов, Кадиевский районный совет рабочих и солдатских депутатов, Лозово-Павловский подрайонный совет рабочих, солдатских и крестьянских депутатов, Макеевский Совет и др. Осенью на совещании в ЦК РСДРП(б) уполномоченными ЦК по Донбассу были назначены Фёдор Сергеев (Артём), Климент Ворошилов и Григорий Петровский. На сторону большевиков стали переходить и представители других левых партий Донбасса — эсеры, меньшевики-интернационалисты, объединённые интернационалисты. Накануне Октября большевики составляли 78,7 % депутатов Горловско-Щербиновского Совета, 60 % — Боково-Хрустальского, 58,8 % — Лозово-Павловского, 57 % — Макеевского и т. д.
Вскоре после корниловского мятежа Донбасс всколыхнули события в Бахмуте, где 10 — 12 сентября произошли так называемые «пьяные беспорядки».
В сентябре атаман Войска Донского Каледин для наведения порядка направил в горнопромышленные районы Донской области казачьи части. 4 (17) октября на объединённом заседании Советов рабочих, солдатских и крестьянских депутатов Боковского, Хрустальского, Ивановского и др. районов была принята предложенная большевиками резолюция протеста против ввода казаков. На требование рабочих вывести казачьи войска Временное правительство ответило отказом. Тогда военно-революционные комитеты и отряды Красной гвардии сами организовали отпор казакам. Военно-революционный комитет Боково-Хрустальского района возглавил Н. В. Переверзев, Криндачевский отряд Красной гвардии — А. И. Княжиченко. 13 (26) октября Каледин был вынужден телеграфировать военному министру: «На рудниках всю власть захватили самочинные организации, не признающие никакой другой власти, кроме своей».
6—12 октября в Харькове состоялся II областной съезд Советов Донецко-Криворожского бассейна. Из 146 делегатов большевиков было 49, меньшевиков — 44, эсеров — 42, анархистов — 2.
21 октября (3 ноября) большевики инициировали проведение чрезвычайного съезда представителей Советов и профсоюзов Донбасса, на котором было принято решение о всеобщей стачке Донецкого и Криворожского бассейнов против антинародных действий Временного правительства, угольных магнатов и казацких частей, пытавшихся подавить выступления рабочих и крестьян, сопровождавшиеся в Старобельском и других уездах кровавыми столкновениями.
В то же время в Бахмуте, Мариуполе, Луганске, Лисичанске и сельских районах Бахмутского и Славяносербского уездов возникли первые отряды Вольного казачества.

## Донбасс после Октябрьского вооружённого восстания (зима 1917—1918 годов)
```
…Донбасс, это - не случайный район, а это - район, без которого социалистическое строительство останется простым, добрым пожеланием
— Владимир Ленин
```

Получив известия об успешном большевистском восстании в Петрограде, большевики Луганщины, имевшие к тому времени большинство во многих Советах, провозгласили переход власти на местах к Советам мирным путём, несмотря на противодействие национально-демократических сил и умеренных социалистов (Советы, которые возглавляли эсеры и меньшевики, — например, Лисичанский — осудили вооружённый захват власти в Петрограде). Сразу же после неудачной попытки большевистского восстания в Киеве в Донбассе началось спешное формирование отрядов Красной гвардии, которые впоследствии составили наиболее организованные и действенные части большевистской вооружённой силы.
Местные националисты объявили о поддержке Украинской Народной Республики, провозглашённой 7 (20) ноября Третьим универсалом Центральной рады. В Старобельске по этому поводу состоялся «земский собор», который признал власть Центральной рады. В Бахмутском, Мариупольском, Славяносербском и Старобельском уездах были сформированы уездные рады УНР, в Мариуполе была создана городская рада УНР, которая опиралась на украинизированный 25-й полк. В противовес этому пленум Донецко-Криворожского областного комитета 17 (30) ноября ноября принял резолюцию с категорическим осуждением действий Рады: «Универсал проникнут сепаратистскими стремлениями, грозящими экономическому единству России… Облкомитет призывает пролетариат ДонКривбассейна требовать производства референдума за оставление всего ДонКривбассейна с Харьковом в составе Российской республики».

### Подавление революционных выступлений в Донбассе

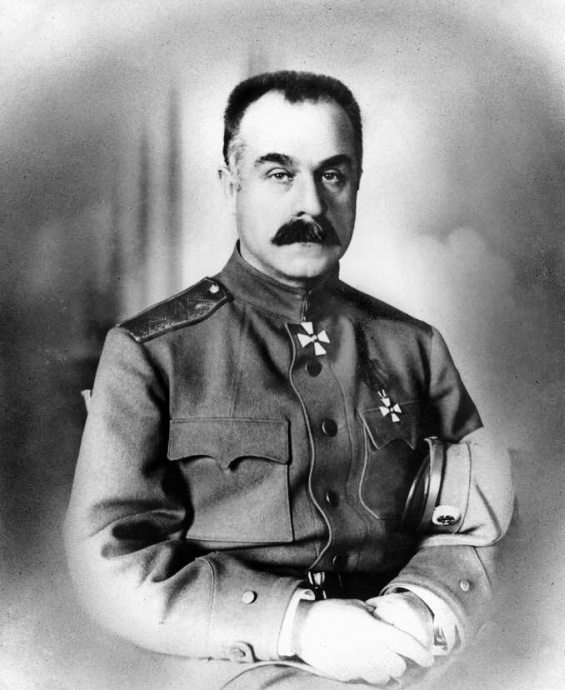
Войсковой Атаман Области Войска Донского, генерал от кавалерии Каледин Алексей Максимович

Область Войска Донского сразу же после петроградского вооружённого восстания большевиков превратилась в один из основных очагов контрреволюции, куда стекались из европейской России антибольшевистские силы. Войсковой атаман А. М. Каледин уже 26 октября (8 ноября) ввёл военное положение в горнопромышленном районе Области и приступил к разгрому местных Советов.
2 (15) ноября Каледин издал приказ о введении военного положения во всей Донской области. В промышленных центрах были размещены воинские части. Ликвидировались Советы, закрывались рабочие организации, их активисты увольнялись с работы и вместе с семьями высылались за пределы области. Делегации донецких горняков искали защиты в Петрограде и Киеве. Политики Центральной рады, рассматривавшие Донское правительство в качестве потенциального партнёра в будущей федерации, старались его урезонить переговорами и уговорами, что не слишком помогало.
Первым в Донбассе нападению казаков подвергся Совет Макеевки, куда Войсковое правительство направило партизанский отряд есаула Чернецова. 8 (21) ноября казаки разогнали Макеевский Совет. В ответ на эти действия 10 (23) ноября началась забастовка — макеевцев поддержали рабочие Юзовки. Всего казачьи части были введены в 45 населённых пунктов.
7 — 9 (20-22) ноября в Дебальцеве состоялась ॥ областная конференция рудничных и горнозаводских комитетов Донбасса. Конференция заявила, что не признаёт указов атамана Каледина и обязательными для себя считает только указы Совета народных комиссаров Советской России. Было принято решение создавать при всех Советах вооружённые отряды Красной гвардии.
7 (20) ноября атаман Каледин обратился к населению Донской области с заявлением о том, что Войсковое правительство не признаёт большевистскую власть, а поэтому Область провозглашается независимой до образования законной российской власти.
В тот же день в Киеве по решению Малой рады был в чрезвычайном порядке принят Третий Универсал, в котором провозглашалось создание Украинской Народной Республики в федеративной связи с Российской республикой. Было заявлено о включении в состав УНР территорий, большинство населения которых составляют украинцы, в том числе Харьковской и Екатеринославской губерний.
В ответ местные Советы Донбасса начали наперебой принимать резолюции о непризнании решений Киевской Рады (например, Юзовский Совет).
14 (27) ноября на заседании Войскового правительства было принято предложение Центральной рады о совместной борьбе против советской власти, о «союзе юго-восточных областей и Украины». В частности, был запрещён вывоз хлеба и угля за пределы Украины и Дона, закрыта граница УНР с Советской Россией. Донбасс был разделён на две части. Западная часть, граничившая с Донской областью, переходила под управление Войска Донского, а восточная, входившая в состав Харьковской и Екатеринославской губерний, — под власть Центральной рады.
16 ноября (29 ноября) рабочие Макеевского района выступили активно против власти атамана Каледина, и объявили на территории восточного донбасса «Донскую советскую республику».
26 ноября (9 декабря) ростовские большевики при поддержке отряда черноморских матросов выступили против Войскового правительства и объявили, что власть в Области переходит в руки Ростовского военно-революционного комитета.
2 (15) декабря после ожесточённых боёв добровольческие отряды и войска генерала Каледина выбили большевиков из Ростова, а затем из Таганрога, и взяли под свой контроль значительную часть Донбасса. На этой территории казаки и добровольцы разгромили Советы, расправившись с их руководителями и рабочими активистами. 3 (16) декабря от рук казаков погиб председатель Боково-Хрустальского Совета рабочих депутатов Н. В. Переверзев и ещё два депутата этого совета. В ответ шахтёры Боково-Хрустальского горного округа объявили 5 (18) декабря всеобщую забастовку протеста. Горняки обратились с призывом к трудящимся России и Украины «оказать реальную помощь рабочим Донецкого бассейна, захлёбывающимся в крови и ведущим борьбу с калединцами». По указанию В. И. Ленина оружейники Тулы отправили шахтёрам Боково-Хрустальского горного округа оружие.
Командиры казачьих отрядов в Донбассе:
- Чернецов, Василий Михайлович
- Семилетов, Эммануил Фёдорович
- Быкадоров, Исаак Фёдорович

### Борьба Донского правительства с Советами
4 (17) декабря по инициативе Г. И. Петровского в Никитовке состоялся съезд ревкомов Донбасса, который обсудил вопросы борьбы с Донским правительством и избрал Центральное бюро военно-революционных комитетов. Несколько позже был создан и центральный штаб Красной гвардии Донбасса во главе с Д. Пономарёвым.

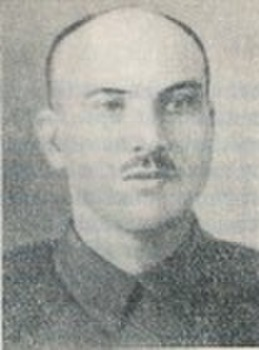
Д. И. Пономарёв, руководитель центрального штаба Красной гвардии Донбасса

К середине декабря 1917 года Красная гвардия Донбасса насчитывала 25 тысяч человек. Наиболее многочисленные отряды были сформированы в Луганске, Горловке, Макеевке, Краматорске, Дружковке, Константиновке, Мариуполе. В Луганске был создан свой штаб во главе с А. Я. Пархоменко, ему подчинялись части районного центра Лозовая Павловка и прилегающих поселений, железнодорожной станции Дебальцево.
6 (19) декабря Совнарком РСФСР образовал Южный революционный фронт по борьбе с контрреволюцией. Главнокомандующим войсками фронта был назначен большевик В. А. Антонов-Овсеенко. 8 (21) декабря был образован Полевой штаб ЮРФБКР, который возглавил левый эсер М. А. Муравьёв.
План действий заключался в следующем:
1. опираясь на революционных черноморских матросов, провести организацию Красной гвардии в Донецком бассейне;
2. с севера и из красной революционной Ставки (бывшая Ставка Верховного главнокомандующего) выдвинуть сборные отряды, предварительно сосредоточив их в исходных пунктах: Гомеле, Брянске, Харькове и Воронеже;
3. выдвинуть части революционного 2-го гвардейского корпуса из района Жмеринка — Бар, где он дислоцировался, на восток для сосредоточения в Донбассе[25].

Общая первоначальная численность советских войск, выдвигавшихся с севера и северо-запада, не превышала 6-7 тысяч штыков и сабель, 30-40 орудий и нескольких десятков пулемётов. В их состав входили разнородные части старой армии, отряды моряков, Красной гвардии и др. При движении на юг к ним стали присоединяться красногвардейцы разных городов (всего до 4 тысяч человек) и солдаты большевизированного 45-го пехотного запасного полка (до 3 тысяч человек).
8 (21) декабря в Харьков прибыли эшелоны с красными отрядами под командованием Р. Ф. Сиверса и матроса Н. А. Ховрина — 1600 человек при 6 орудиях и 3 броневиках, а с 11 (24) декабря по 16 (29) декабря — ещё до пяти тысяч солдат из Петрограда, Москвы, Твери во главе с командующим Антоновым-Овсеенко и его заместителем, начальником штаба бывшим подполковником Русской армии М. А. Муравьёвым. Кроме того, в самом Харькове уже находились три тысячи красногвардейцев и пробольшевистски настроенных солдат старой армии.
С прибытием советских войск в Харьков приехала и группа делегатов, покинувших Всеукраинский съезд Советов в Киеве (большевики, часть украинских левых эсеров и несколько украинских социал-демократов), к которым присоединились депутаты III Областного съезда Советов Донбасса и Криворожья (представители Донецко-Криворожского края, в большинстве своём большевики, поначалу отказывались признавать, что относятся к Украине, считая свой край исключительно частью России; но киевские «товарищи», пообещав Дон-Кривбассу автономию, убедили их пойти на провозглашение Советской Украины).
11−12 (24-25) декабря в Харькове состоялся альтернативный 1-й Всеукраинский съезд Советов, который провозгласил Украину Республикой Советов (первоначальное официальное наименование — Украинская Народная Республика Советов рабочих, крестьянских, солдатских и казачьих депутатов. После съезда Антонов-Овсеенко передал командование войсками фронта на Украине начальнику штаба фронта Муравьёву, а сам возглавил борьбу против калединцев.

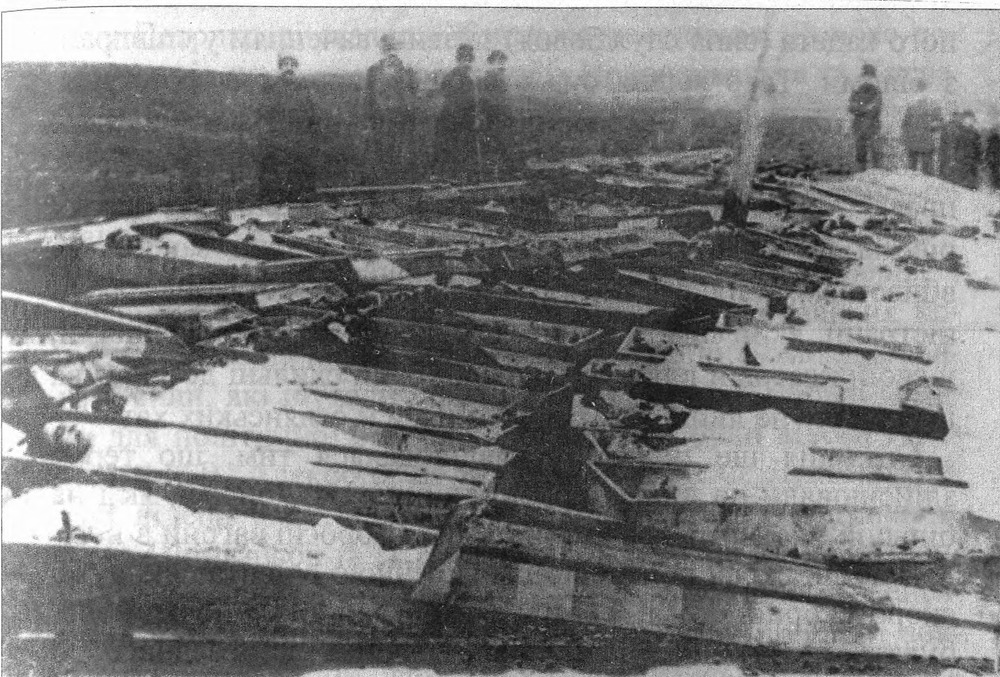
Похороны жертв на Ясиновском руднике

Противостоявшие советским войскам главные силы Каледина сосредоточились в районе Каменская — Глубокая — Миллерово — Лихая; в Ростове-на-Дону и Новочеркасске формировалась Добровольческая армия. Мелкие партизанские отряды донских добровольцев и несколько регулярных казачьих частей занимали Горлово-Макеевский район Донбасса, ранее вытеснив оттуда красногвардейские части. Группировка донских частей свидетельствовала, что районом их главного сопротивления станут пределы Донской области; внутреннее состояние этих частей исключало возможность широких активных действий.

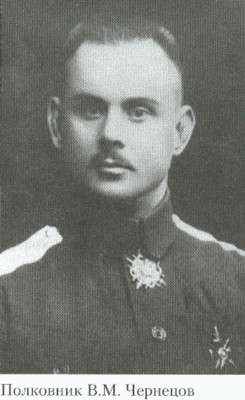

К 25 декабря 1917 года (7 января 1918 года) Антонов-Овсеенко почти без сопротивления со стороны сил Центральной рады выдвинул свои заслоны против Украины на линию Ворожба — Люботин — Павлоград — Синельниково и занял западную часть Донбасса, разоружив мелкие украинские гарнизоны и соединившись с красногвардейцами рудников. Отсюда он намеревался, действуя двумя колоннами: Ю. В. Саблина — от Луганска на Лихую и Р. Ф. Сиверса — в направлении на ст. Зверево, уничтожить сосредоточение казачьих войск на Воронежском направлении. Одновременно со стороны Воронежа на Миллерово должна была наступать сформированная в Воронеже колонна Петрова; её головные части к этому времени достигли станции Чертково.
Колонна Сиверса, которого Антонов-Овсеенко назначил командующим всеми вооружёнными силами Донбасса, получила приказ овладеть Никитовкой, Горловкой, Дебальцевом и накапливать силы для совместного удара с Саблиным.
Тем временем партизанские казачьи отряды Чернецова, Лазарева, Семилетова продолжали вылазки на территории Восточного Донбасса. 16 (29) декабря калединцы разгромили Ясиновский рудничный Совет (где было расстреляно более 60 человек) и Дебальцевский железнодорожный совет (расстреляно 11 человек). Ожесточённые бои завязались в районе Юзовки и соседней Макеевки. 19 декабря (1 января) казаки ворвались на Брестово-Богодуховский рудник.

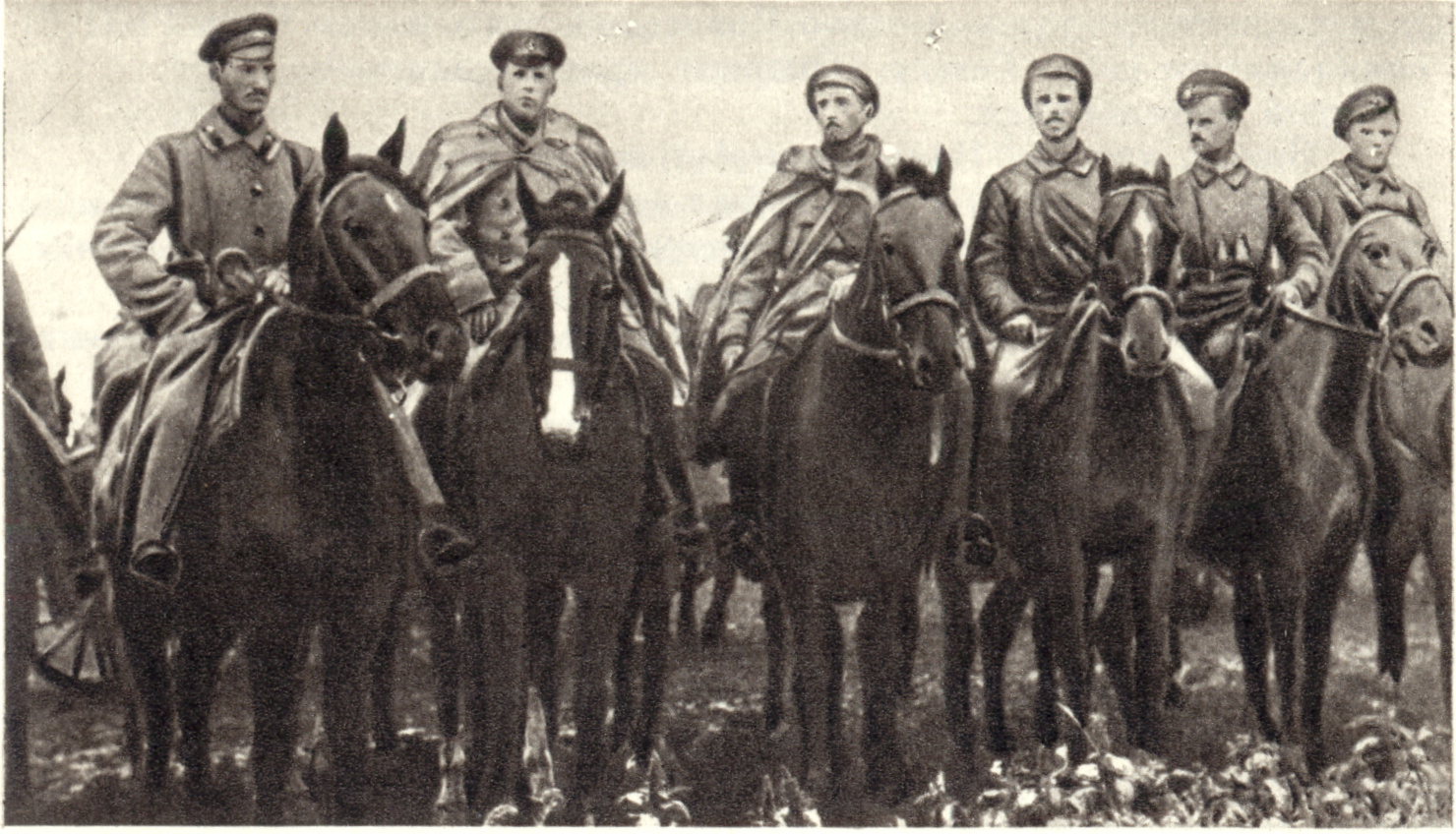
Красногвардейский отряд во главе с Р. Ф. Сиверсом

### Донбасско-Донская операция
Основная статья: Донбасско-Донская операция
22 декабря (4 января) колонна Рудольфа Сиверса вошла в Донбасс, где соединилась с рудничными партизанами. В ночь с 21 на 22 декабря (3-4 января) красногвардейцы начали наступление со стороны Юзовки. Бои охватили район Юзовки, Ханженкова, Макеевки, Моспина, Иловайска. Ожесточённый бой на Прохоровском руднике между Юзовкой и Макеевкой длился около суток и закончился победой Красной гвардии.

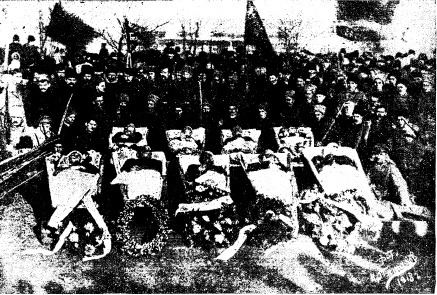
Похороны рабочих Константиновки, убитых казаками 16 января 1918 года

Но обстановка продолжала оставаться крайне тяжелой. В частях Сиверса, выделенных из старой армии, началось разложение. Противник, воспользовавшись этим обстоятельством и собрав небольшие боеспособные резервы, короткими ударами осадил назад обе колонны Антонова-Овсеенко. 27 декабря (9 января), понеся тяжёлые потери, войска Сиверса оставили часть Юзово-Макеевского района и отступили к Никитовке. Неблагоприятная обстановка сложилась и под Луганском. В ночь на 28 декабря (10 января) казаки заняли Дебальцево. Руководитель обороны города большевик Н. Н. Коняев, возглавлявший Дебальцевский объединённый отряд Красной гвардии, был взят в плен и убит казаками.
29-31 декабря (11-13 января) отряд Чернецова занял Ясиновскую коммуну в Макеевке, имея от Каледина приказ «стереть с лица земли Донецкой Ясиновский рудник с прилегающими к нему рабочими посёлками». Были убиты 61 участник коммуны.
На помощь руднику пришли шахтёрские отряды Юзовки, Макеевки, Енакиева и группа войск под командованием Сиверса. Ясиновский рудник был отбит. В первых числах января войска Сиверса развернули наступление через Иловайск и Таганрог на Ростов. В числе его бойцов было 4 тыс. красногвардейцев Донбасса. Группа войск под командованием Саблина из района Луганска начала наступление на Ростов через Зверево — Каменскую — Новочеркасск. В их составе было 5 тыс. луганчан. 12 (25) января 1918 года советские войска заняли Макеевку.
Тем временем окончательно разложившиеся донские части, не желавшие воевать, были заменены на фронте частями Добровольческой армии. Эта мера позволила оборонявшимся остановить продвижение колонн Сиверса и Саблина. В это время, однако, в Таганроге, в тылу белых войск, вспыхнуло восстание, а кроме того, обе колонны усилились волной новых подкреплений с Украины и из центра. 21 января (3 февраля) 1918 колонна Сиверса вновь двинулась вперед и 26 января (8 февраля) 1918 установила связь с восставшими в Таганроге. 28 января (10 февраля) 1918 года отряды красных заняли Таганрог и начали наступление на Ростов. Сопротивление белых на подступах к Новочеркасску и Ростову было окончательно сломлено. 10 (23) февраля красными был взят Ростов, 12 (25) февраля — Новочеркасск. Малочисленные отряды Добровольческой армии уже не могли сдерживать наступление красных войск, и 28 января (10 февраля) генерал Корнилов известил Каледина, что добровольцы уходят на Кубань. Решение Алексеева и Корнилова увести Добровольческую армию на Кубань лишило Каледина последней надежды. Потеряв поддержку фронтового казачества и не видя возможности остановить отряды большевиков, 29 января (11 февраля) Каледин сложил с себя полномочия войскового атамана и в тот же день застрелился.

Флаг ДКР.

### Донецко-Криворожская советская республика
Уже в конце 1917 года, усилив активность в борьбе с Центральной радой и наращивая численность своих сторонников, большевики Луганщины разоружили её вооружённые формирования и полностью взяли регион под свой контроль. В сёлах создавались ревкомы и советы крестьянских депутатов, также подконтрольные большевистским организациям, были проведены уездные съезды этих советов. 4 января 1918 года Старобельский уездной съезд избрал руководителем большевика Д. Шевцова и объявил о конфискации помещичьих земель.
Новое советское руководство приступило к социалистическим преобразованиям. Началось введение рабочего контроля на предприятиях. Органы рабочего контроля были созданы на всех рудниках района, на которых работало свыше 50 тыс. горняков. Вскоре рабочий контроль был введён и на крупнейших металлургических, некоторых машиностроительных, химических предприятиях в Луганске, металлургических заводах ДЮМО и Кадиевки, рудниках и шахтах Лисичанска и Голубовки, при станциях Алчевское, Криндачевка и в других рабочих поселках. 20 января 1918 года был национализирован Луганский паровозостроительный завод. Были образованы местные советы народного хозяйства, позже объединённые в Южный областной СНХ, распространивший свою деятельность на Донецко-Криворожский бассейн, в котором, в свою очередь, было организовано 14 районных совнархозов. Вертикаль этих новых экономических органов власти замыкалась на созданный 2 декабря 1917 года в Петрограде Высший совет народного хозяйства. Регион брал твёрдый курс на отказ от подчинения Украине.

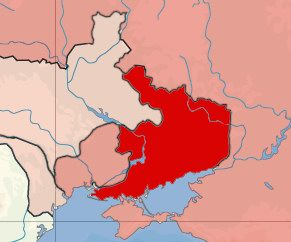
Заявленная территория ДКР

Пока Харьков оставался столицей советской Украинской Народной Республики, донецкие автономисты не претендовали на самостоятельность. Но когда Центральная рада бежала из Киева и туда переехало правительство Советской Украины, в Харькове собрался IV областной съезд Советов рабочих депутатов Донецкого и Криворожского бассейнов, который и провозгласил 30 января (12 февраля) 1918 года Донецко-Криворожскую Республику со столицей в Харькове, в состав которой были включены всё Левобережье, Криворожский район и угольные округа Области Войска Донского. 1 (14) февраля был сформирован Совнарком, в состав которого вошли 8 большевиков: Артём (Ф. А. Сергеев) (председатель Совнаркома), Михаил Жаков (он же председатель Обкома ДКР), Виктор Филов, Степан Васильченко, Валерий Межлаук, Борис Магидов, М.Рухимович и представитель Луганска Абрам Каменский. Четыре министерских портфеля в правительстве ДКР были предложены эсерам.

### Австро-германская оккупация

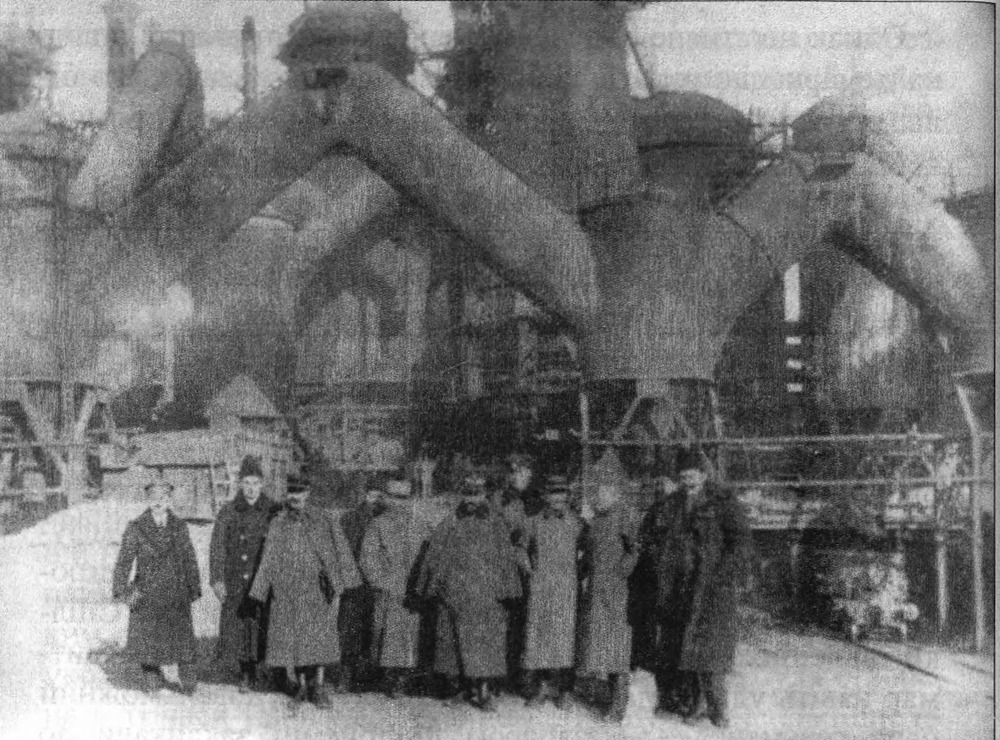
Группа немецких офицеров с администрацией Юзовского металлургического завода. 1918 год

Основная статья: Половецкая земля (УНР) См. также: Бои за Донецкий бассейн
27 января (9 февраля) 1918 года в Брест-Литовске был подписан мирный договор между делегацией УНР и австро-германским блоком. 31 января (13 февраля) в Бресте делегация УНР обратилась к Германии и Австро-Венгрии с просьбой о помощи УНР против советских войск, что стало логическим продолжением подписанного несколькими днями ранее мирного договора. Германское командование в тот же день дало свое предварительное согласие на вступление в войну против большевиков и начало активно готовиться к походу на Украину.
Начиная с 18 февраля немецкие и австро-венгерские части численностью более 230 тысяч человек (29 пехотных и четыре с половиной кавалерийские дивизии) стали переходить украинский участок линии Восточного фронта и продвигаться вглубь Украины. Правобережная Украина вернулась под контроль УНР практически без боя. 1 марта передовые отряды армии УНР — гайдамаков, сечевых стрельцов и запорожцев, вступили на западные окраины Киева. 3 марта в Киев прибыли немецкие войска, правительство УНР, Центральная рада.
В Юзовке 23 апреля на площади у «Гранд-отеля» состоялась торжественная церемония встречи немецкой армии с участием членов городской управы, представителей промышленных кругов, лидеров кадетских и меньшевистских организаций. Хлебом-солью приветствовали немцев и в Горловке, Славянске, Енакиеве, Старобельске.
После окончания боевых действий части Донецкой группы Запорожского корпуса УНР расположились в Донбассе: 1-й Запорожский полк имени гетмана П. Дорошенко — в Бахмуте, 3-й Гайдамацкий — в Славянске и на станции Никитовка, 4-й Запорожский имени гетмана Б. Хмельницкого — в Дебальцево, броне дивизион — в Краматорске.
25 апреля в Краматорске немцы совершили обыски, из за доноса в котором говорилось что в городе есть подпольный штаб большевиков . Результатом обыска стал арест 16 казаков Армии УНР и полковника Болотова, всех их без суда расстреляли а бронедивизион Армии УНР отобрали.
Также в Донбассе разместились войска XII австро-венгерского корпуса со штабом в Мариуполе. В Юзовке разместился штаб 4-й кавалерийской дивизии. Северные земли Донбасса заняла двести пятнадцатая немецкая дивизия и другие части.

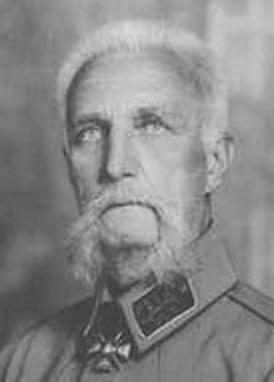
Командир Донецкой группы УНР генерал Владимир Синкевич.

### Донбасс в составе Украинской державы
29 апреля 1918 года в Киеве на Всеукраинском съезде хлеборобов (помещиков и крестьян, около 7000 делегатов), воспользовавшись затяжным кризисом Центральной рады УНР и опираясь на поддержку германских оккупационных войск, сочувствие офицерских кругов бывшей Русской армии, зажиточного украинского крестьянства и казаков, генерал П. П. Скоропадский был провозглашён гетманом Украины. Скоропадский распустил Центральную раду и её учреждения, земельные комитеты, упразднил республику и все революционные реформы. Тем самым была упразднена Украинская Народная Республика и установлена Украинская держава с полумонархическим диктаторским правлением гетмана — верховного руководителя государства, армии и судебной власти в стране.
Земли возвращались крупным землевладельцам, были отменены все решения советской власти о национализации предприятий
В конце мая 1918 года генерал Натиев по приказу с Киева приказал главнокомандующему Донецкой группы УНР Синкевичу чтоб его части покинули Донбасс, и немедленно передала охрану всего региона, местной гражданской, железнодорожной и немецкой власти. Первым в новый пункт назначения в Сватово уехал Дорошенковский полк под командованием полковника Загродского, за ним поехали гайдамаки под командованием Савельева вместе с штабом Донецкой группы и генералом Синкевичем, последними из Донбасса выехал Богдановский полк под командованием полковника Шаповалова.
Вооружённой опорой гетманской власти в Донбассе была Государственная стража (варта), которая выполняла функции дореволюционной полиции и жандармерии. Политическая жизнь в регионе была парализована немецко-австрийской оккупацией; в регионе действовала организация меньшевиков (через профсоюзы) и кадеты, представители которых составили большинство в правительстве. Основными представителями рабочих в регионе были профсоюзы — «Горнотруд» и «Металлист».
Большинство газет в регионе издавалось на русском языке. Многие жители Донбасса отказывались от гражданства Украинской Державы, введённого законом от 2 июля 1918 года.
Основной проблемой местных администраций было выполнение закона от 15 июля «О передаче урожая хлеба 1918 года в распоряжение государства». В уездах были созданы отделы Государственного хлебного бюро, но заготовка хлеба шла медленно, так как крестьяне старались реализовать хлеб в городах по рыночной цене. Несанкционированные реквизии проводили немецкие и австро-венгерские части. От государственной монополии на хлеб страдали города, в Славяносербском уезде из-за отсутствия хлеба положение было катастрофическое, закрывались рудники, в Бахмутском уезде распространился бандитизм.
Значительная задолженность по заработной плате, плохое продовольственное снабжение, увеличение продолжительности рабочего дня, притеснения профсоюзов вызывали недовольство рабочих, приводили к массовым забастовкам. Работники Екатерининской и Северо-Донецкой железных дорог активно поддержали Всеукраинскую забастовку железнодорожников. Железнодорожный узел Дебальцево полностью прекратил работу, несмотря на угрозы немецкого коменданта. В Гришино забастовку железнодорожников поддержали шахтеры. Бастовали также рабочие и служащие соляных копей в Бахмуте. Длительной была стачечная борьба рабочих Луганского патронного завода.
В связи со всеобщей забастовкой железнодорожников Совет министров 19 июля возобновил действие закона от 2 декабря 1905 года о наказании за участие в забастовках на предприятиях, имеющих государственное или общественное значение. Организаторы забастовки могли быть осуждены на срок до 4 лет. Индивидуальное участие в забастовке каралось заключением на срок от 4 месяцев до 1 года и 4 месяцев, столько же получали и «подстрекатели беспорядков».
23 июля в Мариуполе вспыхнуло антигетманское восстание, которое продлилось два дня и было подавлено немецкой армией.
В августе забастовали рабочие Жиловского рудника в Бахмутском уезде. Вскоре забастовка распространилась на шахты Макеевского, Юзовского и Гришинского районов. Владельцы предприятий, стражники, немецкие военные комендатуры пытались сорвать забастовки, прибегали к арестам и высылке организаторов за пределы Украины.
В начале августа Украина и Донское правительство подписали соглашение о границе, по которому граница устанавливалась по дореволюционной линии административного разграничения Войска Донского и Екатеринославской губернии.
18 сентября полномочные представители обеих сторон подписали специальный «Договор о совместном ведении вопросов, касающихся Донецкого бассейна». По этому договору образовывалась смешанная Украинско-Донская комиссия, которая должна была заниматься общими вопросами добычи, распределения, торговли и перевозки угля. Обе стороны обязывались обеспечивать промышленные предприятия и население Донецкого бассейна независимо от территориальной принадлежности. Донское правительство брало на себя поставки продовольствия и смазочных масел, Украина — леса, взрывчатки, метизов. Местом пребывания комиссии был избран Харьков, однако развернуть деятельность она не успела из-за обострения политической ситуации.

### Антигетманское восстание Директории УНР в Донбассе

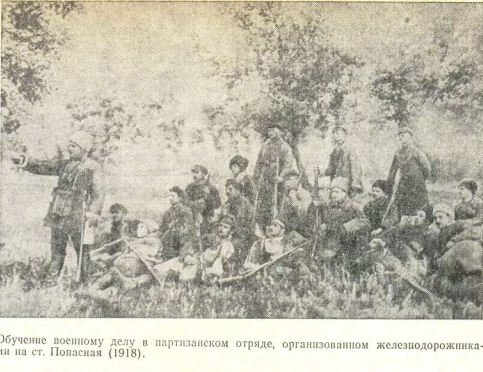

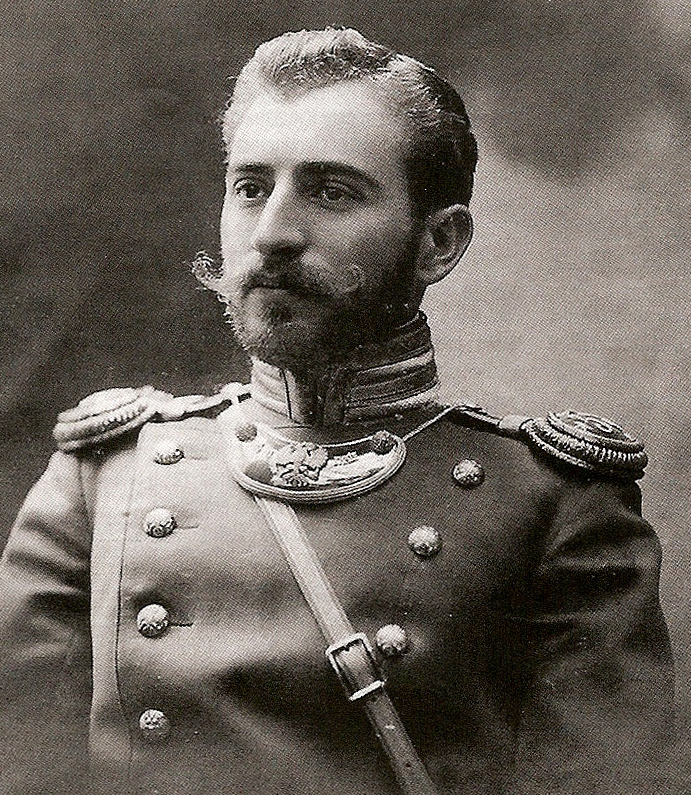
Болбочан, Пётр Фёдорович

См. также: Рейд рудничных партизан во главе с Иваном Чаплиным
Начатое Директорией УНР 14 ноября 1918 года вооружённое восстание против гетманского режима активизировало создание рабочих отрядов в Донецком бассейне, Отряды разоружали подразделения Государственной стражи и иногда вступали в столкновения с немецкими войсками. В Бахмуте, где определённое время квартировал 3-й гайдамацкий полк атамана Волоха, местные крестьяне и даже шахтёры записывались в повстанческие войска УНР. Среди них был и поэт Владимир Сосюра. Исследователи утверждают, что это был единственный в Донбассе случай поддержки Директории местным населением. Полк под командованием Волоха в районе Переездная (Лисичанск)—Сватово—Попасная разоружил гетманскую стражу и около 800 немецких солдат.
Ситуация в регионе осложнялась ещё тем что с конца ноября у лидеров Директории УНР начался конфликт с главнокомандующим войсками левобережной Украины Петром Болбочаном штаб которого находился в Харькове а отдельные части — в Донбассе. В подконтрольных ему частях не выполнялись приказы Директории УНР, он установил свои порядки которые противоречили социалистическому курсу Директории. Фактически на подконтрольной ему территории перестали действовать законы УНР, а власть приняла вид военной диктатуры. В одном из своих приказов Болбочан объявил Бахмутский , Славяносербский и Старобельский уезд на военном положении. В указе также говорилось что он не допустит создания в регионе советов рабочих депутатов, монархических организаций и любых организаций старающихся захватить власть. Также там говорилось что его части борются за демократическую Украину, а не за Россию, какая она-б не была монархическая или большевицкая. В середине ноября полковник Болбочан отправил Запорожский корпус армии УНР в Донбасс.
14 ноября 1918 года рабочие Веровского и Софиевского рудников разоружили варту и потребовали немедленного восстановления Советской власти. Начавшаяся здесь общая политическая забастовка горняков и металлургов охватила весь центральный район Донбасса и продолжалось около двух недель. В результате к середине ноября советская власть была восстановлена в Дебальцево, Горловском и Енакиевском районах.
Отряды повстанцев под руководством Д. Зори и Г. Курочки разоружили державную варту в Краматорске, Дружковке и окрестных селах, освободили Константиновку.
Отряды гришинских повстанцев, разоружив варту и гарнизон оккупантов в Святогоровке, объединились в районе ст Синельниково с другими повстанцами под командованием Г. А. Колоса. В этом районе действовали отряды В. С. Рыкина, И. И. Квиленко, И. И. Тютюника, Т. В. Кишканя, П. С. Рокотянского, И. Т. Трембы, вблизи Юзовки и Марьинки отряды И. С. Косьминского, Ф. А. Колесникова.
В Бахмутском районе действовали отряды И. А. Зелёного, И. Г. Чаплина в районе Лимана М. И. Дзюба. Отряды М. И. Карноухова, А. Е. Остроушко, Е. Ф. Скабельки, действовали в районе Краматорска, Славянска, Александровки.

Волох, Емельян Иванович атаман Гайдамацкого коша Слободской Украины

2 декабря отряд П. И. Туркова ликвидировал державную варту на станции Алчевское. Активно действовали отряды шахтёров Селезнёвского, Голубовского, Петро-Марьевского и Варваропольских рудников под руководством С. П. Ткаченко и И. А. Сошникова, горняков Петропавловского и Фащевского рудников во главе с П. С. Корнеевым, С. Е. Милюным, Е. Г. Мамоновым и В. А. Бесштанкиным.
В конце декабря в Донбассе ещё оставались немецкие гарнизоны в Славянске, Попасной, Никитовке, Алмазной. Во этих районах происходили незначительные стычки между частями Немецкой Армии и Армией Украинской Державы с одной стороны и Армией УНР с другой.
После падения власти гетмана в регионе возобновили свою деятельность украинские партии а также меншевики и эсеры. Стали возраждаться расформированные немцами отряды Вольного казачества под названием Отряды УНР также появляются множество отрядов во главе с избранными атаманами («батьками»).
В середине декабря 1918 года штаб Болбочана в Харькове был ликвидирован немцами .
До середины декабря 1918 года сохранял боеспособность Гайдамацкий кош Слободской Украины во главе с атаманом Волохом который находился в Попасной . В декабре 3-й Гайдамацкий полк под командованием Волоха принял участие в ожесточённых боях с белогвардейцами, наступавшими на Донбасс, затем в составе войск Запорожского корпуса армии УНР отступил на Екатеринославщину, где участвовал в боях с красноармейскими отрядами и махновцами.
Части Армии УНР подпираемые с юга Добровольческой армией с севере Красной Армий, также встречая сопротивление со стороны местных рудничных партизан к 7 января 1919 года отступили из Донбасса в харьковском направлении.

### Вторая военная кампания Всевеликого войска Донского в Донбассе

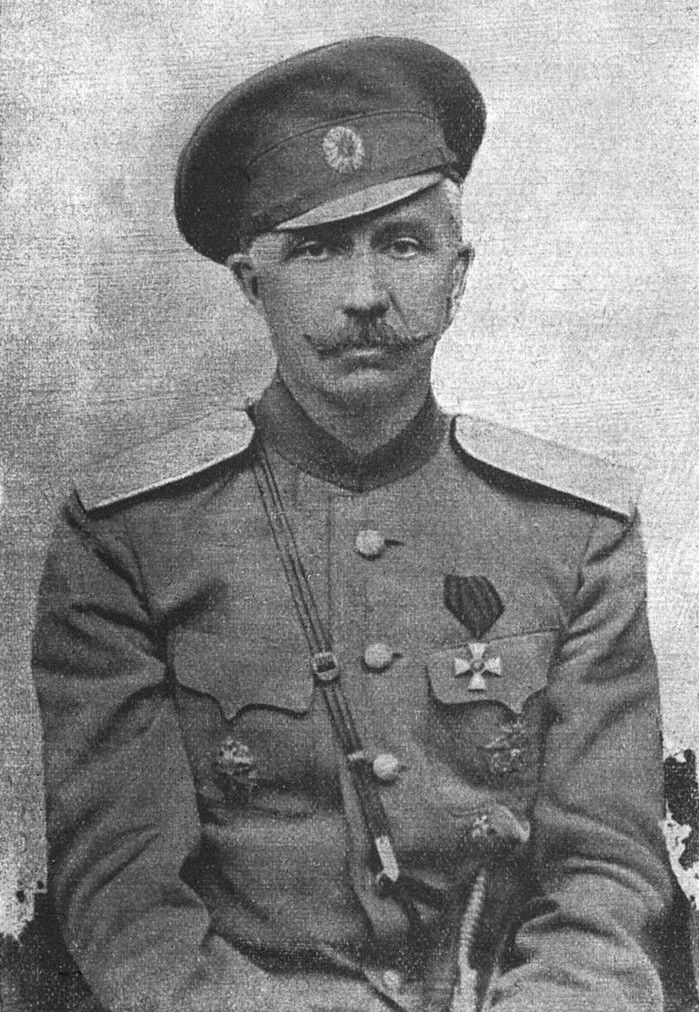
Атаман Всевеликого войска Донского П. Краснов

В ноябре 1918 года в Германии началась революция, а в немецких и австрийских частях, находящихся в Донбассе, начались революционные выступления. Ещё в середине ноября 1918 года из Донбасса начали выводить ненадежные части, а в конце ноября началось возвращение на родину всех оккупационных войск. В это время в регионе ширилось повстанческое движение. Гетьман Украины Павел Скоропадский подписал договор с атаманом Всевеликого войска Донского Петром Красновным о совместных действиях против повстанцев. Донские части вошли в восточную и южную часть Донбасса. 19 ноября 1918 года Донской армией были заняты , Юзовка, Макеевка, Дебальцево, Мариуполь.
В этот же день в Луганск вступил «Экспедиционный отряд особого назначения всевеликого войска Донского». Его начальник Барлин заявил в приказе № 1 «что по полномочию Украинской державы» и с согласия гетьмана Украины он вступает в управление г. Луганском и всем Славяносербским уездом. Этим же приказом уезд объявляется на осадном положении, всем жителем предлагалась сдать оружие, за не исполнение расстрел. Расстрел на месте также грозил грабителям и большевикам .
Реакцией на ввод казачьих частей в регион стали массовые забастовки и митинги. Так, в Юзовке 18 ноября на металлургическом заводе состоялась забастовка. Узнав о забастовке, комендант города объявил чрезвычайное положение в городе и запретил появляться после 6 часов вечера. В городе начались массовые репрессии. В ответ на действия оккупантов рабочие создали повстанческий отряд численностью 200 человек и готовились к вооруженному восстанию, был избран штаб в составе Хорошко, Косинского, и Шота. В конце ноября повстанцы подняли восстание в Юзовке против них выступили части Армии УНР, повстанцы приняли бой и заставили врага отступить . Позже отряд покинул город и отправился в район Гришиного для соединения с другими отрядами.
26 ноября немцы покинули Мариуполь, но ещё до этого город заняли англо-французские войска. По всему Мариупольскому уезду формировались повстанческие отряды анархо-комунистов. Активно действовали отряды М Т Давыдова, из жителей сёл Волновахи, Новотроицкого, Бугаса, Старобешево, Старой Карани, Староигнатовки Ласпы. Е. А. Мавроди и В. Ф. Тохтамышева из крестьян села Старый Кременчик, А Н. Андрюкова с Никольского. В Железнянском районе боролся отряд Северина он оперировал возле Краматорска и Константиновке. Наступательные бои вели повстанцы в районе Бахмута Никитовки Горловки. По всему Донбассу шла слава об отряде Матвея Ахтырского который действовал в Юзовском районе.
Во второй половине ноября началось наступление повстанческих частей вместе с Красной армией. 25 декабря немецкие части покинули и весь центральный Донбасс, на смену им пришли части донского казачества и заняли Никитовку.
В середине декабря 1918 года в Донбассе ещё оставались немецкие части в Луганске находился 1 пехотный полк, 1 батарея, 1 эскадрон, в Штерновке находился пехотный полк.
К концу декабря в южных части Донбасса появились первые части Добровольческой армии. На помощь отступающим частям Краснова с Северного Кавказа где дислоцировалась Добровольческая армия Деникина 26 декабря прибыла 3-я стрелковая дивизия под командованием Май-Маевского. Штаб его разместился в Никитовке. В задачу дивизии входило усилить левый фланг Донецкого фронта, и ликвидировать повстанческое движение в Донбассе.
26 декабря в Беловодске Старобельского уезда началось восстание местного крестьянства против донского казачества, это выступление поддержали крестьяне окрестных сел.
В конце декабря 1918 года в боях за Краматорск и Дружковку принимали участие Райгородские, Белянские,Славянские, Арцыбашевские,Голодолинские, Малотарановские, Золотоколодязнянские повстанческие отряды, которыми командовали Ковтун, Величко, Онипенко, Валюх, Зоря, Шапитько, Лисницкий.
Многие повстанческие отряды влились в части Красной армии: так повстанческий отряд Клипенко-Сотникова стал 13-м украинским стрелковым советским полком, отряд Северина 6-й ротой 11-го украинского полка, Ямский 12-м Красным украинским полком. Партизаны Мариупольского уезда влились в состав 9-й Заднипровской дивизии им. Н. Махно, отряд Ахтырского в 9-ю дивизию 13 армии.

### Донбасская операция (январь — февраль 1919)
Донбасская операция (январь - февраль 1919)
3 января 1919 года в вокзальном здании станции Пологи прошел съезд командиров повстанческих отрядов действовавших в Екатеринославской губернии на нём присутствовали 40 делегатов в том числе представители с Бахмутского и Мариупольского уезда. На этом съезде был создан Оперативный штаб РПАУ и все повстанческие отряды были объединены в 5 полков им Н. Махно каждый из которых держал определённый участок фронта.
Оперативный штаб РПАУ в конце января принял решение развить наступление в донецком направлении в районе ст. Гришино, целью наступления было объединить местные повстанческие отряды расширить территорию и обеспечить себе тыл с севера. Для выполнения этой задачи была создана группа во главе с Петром Петренко, который получил боевую задачу занять линию Чаплино Гришино и по возможности ст Лозовую.
Для занятия линии Гришино Марьинка Петренко выслал отряд братьев Клепенко, последние руководили боевым участком со своей базы с села Максимильяновка и Марьинка. Высланный Петренком отряд в направлении Славянска дойдя до Краматорска вошли в соприкосновение с белогвардйцами и 12 верст от города повстанцами был дан бой. В это-же время Юзовский штаб (большевистский) арестовал Петренко, узнав об этом Махно отправил отряд повстанцев который освободил Петренко и других командиров начальник штаба анархист Шота был расстрелян а штаб ликвидирован . После этого инцидента Махно перестал настаивать на создания коалиционного губревкома Донецкой губернии в состав которого должны были б войти анархисты эсеры и большевики.
Участок между Марьинкой и Златоустовкой контролировали местные повстанческие отряды которые боролись с частями Май-Маевского.
В конце февраля мелкие повстанческие отряды не могли сдерживать наступление ВСЮР, и отступали в направлении Гуляйполя. В это время в районе Гришиного оказывали сопротивление белогвардейцам отряды Петренко которые повели наступление на север в район Александровки и на запад в район Синельниково .
23 января 1919 года в селе Великомихайловка состоялся I съезд Вольной территории на котором были представители некоторых волостей Донбасса, на съезде приняли резолюции в которой объявлялась мобилизация, создание советов на подконтрольной ей территории.
12 февраля 1919 года в Гуляйполе состоялся II- съезд Вольной территории на котором также принимали участие делегаты некоторых волостей Донбасса.
19 февраля части под командованием Н, Махно влились в состав Заднепровской советской дивизии.

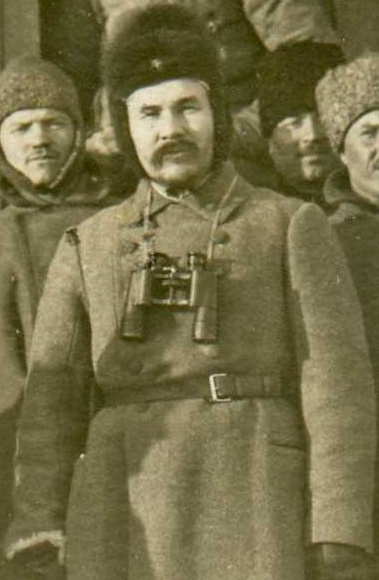

### Бои за Донбасс (январь — май 1919)
Основная статья: Бои за Донбасс (январь — май 1919)
4 января 1919 был образован Украинский фронт, в состав которого вошли 1 и 2 -я украинские советские дивизии, и 9 -я стрелковая дивизия. Командующим был назначен Антонов-Овсеенко.
До прихода советских войск в Донбасс рудничные партизаны вели ожесточенные бои с Добровольческой армией. На станции Яма партизанами Чаплина и Зелёного был создан Оперативный штаб областного революционного комитета Донецкого бассейна, который взаимодействовал с Оперативным штабом РПАУ . Под контролем рудничных партизан были районы Лимана — Северска — Родаково — Камышевахи . 9 января Чалину с Харькова пришло распоряжение «Свести все отряды рудничных партизан в батальон трех-ротного состава под названием 3 батальон 11 -го советского Украинского полка». При поддержке Харьковского штаба активизировали свою деятельность рудничные партизаны. 8 января ими были заняты Дружковка, Краматорск и Ступки. Во взаимодействии с партизанами части Кожевникова повели активное наступление в Бахмутском направлении.
В начале января советские войска с боями подошли к Никитовке и Дебальцево, захватили Марьевку, 10 января — Старобельск, через несколько дней — Сентяевку, Логвиновку, Попасную, Марковку и Святогорск, вошли в Славянск. Бои носили ожесточенный характер.
18 января была освобождена Константиновка, 19 января — Беловодск, Славяносербск, Алмазная, 24 — Алчевск, 28 — Бахмут. Наступление Красной Армии шло в тесном контакте с местными повстанческими отрядами, в Славяносербском уезде действовали отряды повстанцев С. А Зелёного и Ф. Е. Дыбенко.
Ожесточенные бои шли за Луганск, в городе было поднято восстание против белоказаков . На помощь восставшим пришла 4-я партизанская дивизия под командованием Дыбенко и 21 января город был занят советскими войсками.
В начале февраля в поддержку правого фланга Кожевникова в Донбассе действовала 2-я бригада 3-й Украинской дивизии во главе с Текенджанцем, штаб бригады находился в Славянске.

### Антиденикинское повстанческое движение
Харьковская область (ВСЮР)
Заняв Донбасс, Деникин поставил целью полностью использовать его производственные мощности. 21 мая 1919 года «Особое совещание» приняло постановление об организации комитета Донецкого бассейна «для содействия вооруженным силам на юге России и для восстановления экономической жизни региона». Все фабрики и заводы, всю землю деникинцы возвратили иностранным и российским хозяевам и помещикам. На предприятиях ввели старое, дореволюционное управление. Несмотря на все усилия Деникинского правительства экономическая жизнь региона через два месяца замерла. Деникин обещал создать и укрепить мелкие и средние крестьянские хозяйства за счет казенных и частнособственнических земель, определить размер земельного надела и установить порядок перехода частнособственнической земли к малоземельным крестьянам. Эта программа была построена на кадетских принципах отчуждения помещичьей земли за выкуп.
По мере роста военных успехов летом 1919 года росли и потребности в продовольствии для армии. 22 июля 1919 года были изданы правила о единовременном военном сборе хлеба и зернового фуража в размере 5 пудов с каждой десятины, а в Юзовском — 6 пудов. За сданный хлеб деникинцы обещали выдавать квитанции, которые будут оплачены через 3 месяца. Крестьян предупреждали, что все должно быть сдано к 1 сентября. У сопротивляющихся отбирали хлеб в двойном размере. Также у местного крестьянства помещики отобрали одну треть урожая, собранного на помещичьих землях, и обязали выплатить 380 рублей с десятины деньгами.

### Бои за Донбасс РПАУ

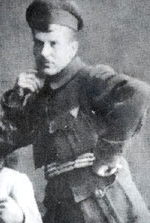
Кожин Фома

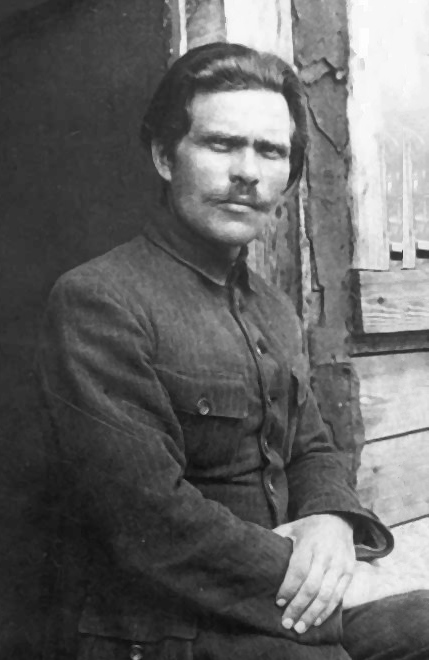
Н. Махно

В середине октября 1919 с запада на позиции Деникна в Донбассе стала наступать Революционная повстанческая армия Украины во главе с Н. Махно к 12 октября Махно вошел в Донбасс и занял Великоновоселовку. Наступление вели 3-й Екатеринославский корпус РПАУ и 2-й Азовский корпус РПАУ. К 15 октября повстанцами уже был занят район Гришиного, Авдеевки. Командиром пулемётного полка Кожина Ф. с 30 пулемётами, батальоном пехоты и сотней конницы к этому времени занял Юзово в котором держался три-четыре дня. 14 октября бойцы 2-го Азовского корпуса во главе с Вдовиченко заняли Мариуполь. К вечеру 16 октября 2-я кавбригада заняла Новоазовск. К этому времени пехота Вдовиченка заняла линию железной дороги от Мариуполя до ст. Карань и вели наступление на Волноваху.
К 17 декабря Деникин организовал внутренний фронт против РПАУ, 18 октября махновцы покинули Мариуполь и начали отступать на запад за пределы уезда. 17-18 октября белогвардейцы оказали серьёзное сопротивление на мариупольском и юзовском участке . К 21 октября на юзовском участке повстанцы отошли на линию Гришино Всесвятское. Чтобы парализовать концентрацию частей ВСЮР в Донбассе Штармом РПАУ были созданы маневренные группы которые должны были вести партизанскую войну в тылу белых.
Была создана группа Каменева численностью 2000 тыс. в состав которого входили отряды Сыроватского и Колисниченко, и группа Чередняка численностью 2000 тыс. бойцов в состав которой входил отряд Совы и часть 1-го Екатеринославского полка. 20 октября группы направились в тыл белогвардейцам в Старобельский Бахмутский Изюмский уезд.
К середине 20 чисел октября части РПАУ покинули пределы Донбасса.
В середине ноября Штарм РПАУ выделил из своего резерва несколько отрядов для рейдов в направлении Мариуполя и Волновахи. В связи с разразившимся тифом в армии наступление махновцев в декабре по всему фронту в том числе и в направлении Донбасса не состоялось.

### Донбасская операция 1919
Основная статья: Донбасская операция (1919)
На подступах к Донбассу Ворошилов написал статью «У ворот Донецкого бассейна» для газеты Первой Конной Армии «Красный кавалерист», в которой говорил:

Подлый враг знает, что Донецкий бассейн в руках народа — это осиновый кол в гнусную голову контрреволюции.

В декабре 1919 начались бои за Донбасс. Преследуя отходившего врага, войска Южного фронта 13-я 1-я Конная и 8 армия 23 декабря форсировали Северский Донбасс и вышли на линию Июм — Яма — Лисичанск — Нижнее- Славяносербск. Деникин сосредоточил в районе Бахмут Попасная группу генерала Улагая, намериваясь нанести контрудар по 1-й Конной армии и отбросить её за Донец.
Советское командование решило с ходу овладеть Донбассом. Для этого была поставлена задача: 13 армии — наступать на Славянск Юзовку Новоазовск; 1-й Конной армии овладеть Попасной, Дебальцево, Иловайском, а затем Таганрогом; 8-й армии идти на Луганск.
24 декабря 1919 при поддержке восставших рабочих Луганск был освобожден. Части 13-й армии 25 декабря заняли Славянск, а 27 декабря— Краматорск, северней Бахмута произошел встречный бой мейжду 1-й Конной армией и группой Улагая. 26 декабря красные заняли Попасную, 27 декабря — Бахмут.
Потерпев поражение в северном Донбассе, белогвардейцы решили остановить наступление красных по линии Горловка — Дебальцево — Городище. Но части 1-й Конной 29 декабря выбили белых из Дебальцева и Городища, а 30 — из Горловки. Преследуя отступающего противника, 11 и 9 дивизии 1 января 1920 года заняли Иловайск, разгромив в районе Амвросиевки Черкесскую белогвардейскую дивизию. 31 декабря в районе Чистяково[ разбили Марковскую пехотную дивизию. В боях за Донбасс белые потеряли 8 тысяч человек.
Под натиском советских войск деникинцы продолжали отступать на юг. 4 января был освобожден Мариуполь.

### Противостояние Донецкой губернии и махновцев

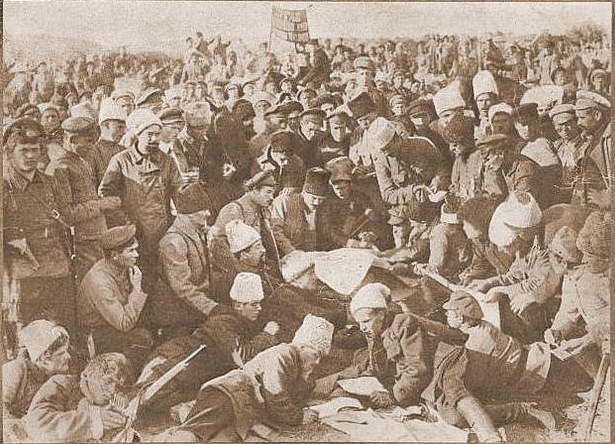

9 января 1920 года Всеукраинский комитет издал постановление, в котором говорилось, что Н. Махно и части РПАУ объявлялись вне закона. К середине января РПАУ прекратила временно свое существование: часть бойцов была отпущена по домам, часть болела тифом.
24 февраля 1920 года части во главе с Махно вошли в Донецкую губернию, со стороны села Комар, рейдируя по мариупольскому уезду, повстанцы ликвидировали в селах советские органы власти, продотряды и отряды красноармейцев. 25 февраля повстанцы заняли Великоновоселовку, в которой провели митинг. Не найдя поддержки местного греческого населения, которое не желало вступать в ряды РПАУ и бороться с большевиками, части махновцев покинули губернию в конце февраля.
15 марта махновцы вновь проникли в губернию, заняли село Комарь, здесь они узнали что в окрестностях был 22 советский полк который расстрелял бывших махновцев в сёлах Комарь, Богатырь, Константинополь. 16 марта основные силы РПАУ направились в Богатырь, где находились до 18 марта, в селе остался Огарков для организации отряда. 18 марта РПАУ двинулась на Великоновоселовку, в которой работал Буданов; по приезде в село был проведён минтинг и суд над бывшим махновцем Лашкевичем, которому вынесли смертный приговор, оставив мелкие отряды махновцев в окрестных сёлах для формирования, основные части повстанцев покинули губернию.
В середине апреля основные силы махновцев вновь проникли в Донецкую губернию, отряд Маскалевского 12 апреля двинулся на Еленовку. 23 апреля махновцы заняли Великоновоселовку, в которой уничтожили взвод 22 полка. 25 апреля внезапным налетом заняли Марьинку где полностью взяли в плен 377 стрелковый полк Украинской Трудовой Армии, захватили много оружия. В селе был проведен митинг, часть пленных перешла на сторону повстанцев, также в ряды РПАУ записалось много добровольцев. Пополнив свои ряды, махновцы вернулись в Гуляйполе.
В конце апреля РПАУ вновь проникла в губернию в Гришинский уезд, где 30 апреля был бой повстанцев с частями 4-й кавдивизии РККА в районе Новопавловки. Стараясь уйти с маршрута следования 1-й Конармии, махновцы отошли на Богатырь, где также был бой с бригадой 6-й кавдивизии. Желая избежать больших потерь, повстанцы покинули губернию, уйдя в юго-западном направлении.
В середине мая, уходя от преследования 11-й конной дивизии РККА, РПАУ проникли в Мариупольский уезд, где остановились в селе Старомлиновка. После боев с большевиками на 15 мая от 2000 армии повстанцев осталось 150 сабель и 50 пулемётов, в селе прошло собрание командиров, на котором приняли решение отправиться в первый рейд по Донецкой губернии и левобережью Днепра. Целью рейда было объединиться с отрядами Кожи и Москалевского, влить в состав армии другие мелкие повстанческие отряды и активизировать действие повстанцев на левобережье Днепра.
25 мая под Максимильяновкой махновцы разбили 373 полк РККА.
Махновцы отправились в рейд на север губернии, 29 мая повстанцы заняли Александровну, где был избран новый Совет Революционных Повстанцев Украины (Махновцев).
30 мая отряд махновцев разбил под Викторовкой отряд Коваленко.
2 июня в Петропавловской волости началось восстание крестьян против большевиков, которое было подавленно частью 129-го батальона ВОХР. В этот же день восстание началось в Амвросиевке. Восстание было подавленно местными силами, 16 зачинщиков были арестованы, город и район объявлены на военном положении .
С началом рейда крупные отряды махновцев появились в Луганском, Старобельском, Бахмутском Мариупольском районах . В начале июня РПАУ вышла из губернии в изюмском направлении.
8 июня первый рейд махновцев закончился в селе Великомихайловка. Первый рейд в 560 километров знаменовал собой активизацию повстанческого движения и проходил по маршруту: Старый Керменчик (Старомлиновка), Новоандреевка, Благодатное, Елизаветовка, Марьинка, Селидово, Гродовка, Новониколаевка, Михайловка, Александровка, Доброполье, Самойловка, Сергеевка, Васильевка, Знаменовка, Михайловка, Зайцеве, Троицкое, Павловка, Рождественское, Хвалибоговка (Доброполье), Гуляйполе, Большая Михайловка.
С 13 июня части РПАУ рейдировали по Александровскому уезду и южной части Донецкой губернии, избегая крупных столкновений.
В 28 июня в селе Богатырь прошло заседание командного состава и Совета Революционных Повстанцев Украины (Махновцев), на котором Белаш предложил прекратить боевые действия против большевиков и вместе с ними выступить против Врангеля, который наступал с юга. Собрание отказалось о совместных действий против Врангеля, большинство командиров высказались вести борьбу до того, пока Совправительство само не предложит союз.
В конце июня шли ожесточённые бои РПАУ с РККА в западных волосятях Бахмутского Мариупольского уездов.
7 июля часть РПАУ вместе с Советом РПУ и Штармом РПУ заняли село Времьевку, а особая группа войск постоянно рейдировала в южной части Донецкой губернии. 9 июля тут же прошли перевыборы Совета РПУ, принимали присланного с письмом от Врангеля делегата, которого заседание комсостава приговорило к расстрелу и решило опубликовать в печати (газете) содержание письма и отношение махновцев к белым. Сюда же, во Времьевку, явился делегат подпольной организации УНР. Белаш предложил выступить против Врангеля, но его предложение никто не поддержал. Махно предложил выступить в глубокий рейд в тыл красным. Большая часть комсостава поддержала идею Махно.
11 июля в 3 часа дня Особая группа войск СРПУ(м) выступила из села Времьевка, Мариупольского уезда, Донецкой губернии во Второй рейд РПАУ, группу разделили на два отряда, которые двигались двумя разными дорогами. Две группы направились в северную часть Донецкой губернии.
13 июля, когда части РПАУ проходили Юзовский район, левую колону повстанцев, пехотную группу Клейна, атаковала Чаплинска группа ВОХР и с помощью бронепоездов разбили её в районе Кураховки. В середине июля повстанческая армия покинула Донбасс и вышла в Полтавскую губернию. По маршруту следования армии выделялись организаторы с группой по 50-60 человек, с заданием объединять вокруг себя местные повстанческие отряды, пропагандировать идеи анархизма и Третей Социальной революции. Откомандировывались организаторы и в отдалённые районы Донецкой губернии: Буданов Абрам отправляется в Старобельский уезд, где с 1919 года оперирует Авраменко Андрей, Москалевский — в Юзовский район, Вдовиченко — в Бердянский и Мариупольский уезд.
В конце августа РПАУ вошли в Донбасс в северной части, 3 сентября махновцы заняли Старобельск, в котором хирурги оперировали Махно и Куреленко .
27 сентября Белаш, находясь в Старобельске, связался с уполномоченным правительства УССР Мальцевым и говорил о заключении перемирия. Предложение было принято, и на этом Второй рейд РПАУ закончился .
Часть отрядов отказалась выступать на Врангелевский фронт: так, группа Авраменко Андрея численностью 4600 человек в походе на Изюм свернула на Луганск. После подписания Старобельских соглашений, махновская делегация в Харькове добивалась выполнения дополнительного пункта об автономии «Вольной территории», в состав которой должны были войти Бахмутский и Мариупольский уезд.

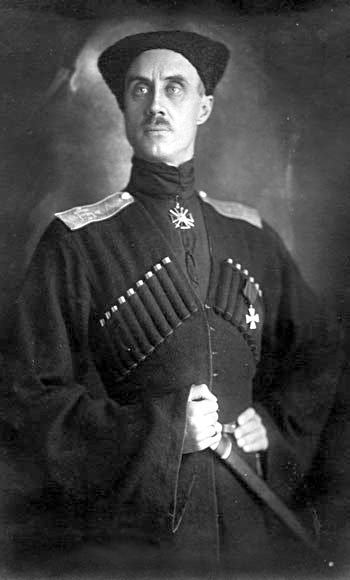

### Врангелевское наступление на Донбасс
Основная статья: Мариупольско-волновахская операция См. также: Десант Назарова
В середине сентября Русская армия вошла в Донецкую губернию и заняла Урзуф. 25 сентября белые заняли Мангуш, 28 сентября — Мариуполь, Волноваху, Константиновку, Комар. 8 октября красные бросают против Врангеля резервы и освобождают Мариуполь .

На 18 октября Донская армия Абрамова в 15 000 штыков и Донской кавкорпус Морозова в 9000 сабель занимали линию г. Мариуполь, Саргана, Чердакли, М. Янисоль, ст. Хлебодаровка, с. Златоустовское, Каракуба, ст. Керменчик, Б. Янисоль, Комарь, Б. Михайловка, Покровское и ст. Мечетная, расстоянием в 160 верст .

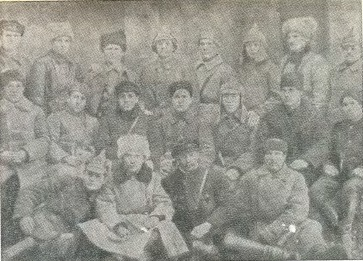

## В культуре

### В литературе
- «Повесть о суровом друге» Л. Жарикова — в первой части трилогии описываются исторические события, предшествующие Октябрьскому революции в Донбассе и его свершению, изображены сквозь призму чувств, мыслей, пререживаний мальчика из заводского посёлка Лёньки Устинова[90].
- Повесть «Хлеб» Алексея Толстого — художественное воссоздание реальных исторических событий, связанных с героическим походом революционных отрядов под командованием Ворошилова из столицы ДКР Харькова через Луганск в Царицын во время австро-немецкого наступления на Украину в 1918 году[91].
- Роман  «Всадники» Юрия Яновского — роман как бы изнутри весь пронизан огненными полосами металлургических плавок, освещённый алмазно-чёрным блеском угля, наполненный гулом заводов и шахт[92].
- Роман «Правда на земле одна» и «Пласты» Юрия Чёрного-Диденко — это многоплановые остросюжетные, густозаселенные исторические повествования, охватывающие своим содержанием чрезвычайно сложный период жизни земляков: события Первой мировой войны и гражданской войны 1917—1922[93].
- Роман «Третья рота» Владимира Сосюры — это яркий образец мемуарной прозы. Читая это произведение, мы можем ярко представить и многогранный внутренний мир поэта, и жизнь поэта в революционном Донбассе.
- Поэма «Донбасс» Григория Баглюка[94].
- Поэма «Тревожные годы», стихотворение «Донбасс в Октябре» Павла Беспощадного.
- «Тревожные годы» Иван Павлик, Фёдор Самохвалов[95]
- «Начало великой судьбы» Павел Омельяненко[96]

### В живописи
Революционные события в Донбассе осветил в своём творчестве художник Василий Васильевич Журавлёв, автор таких картин:
- «Освобождение Донбасса»
- «Расстрел 118-ти шахтёров»[97].

### Памятники
- Памятник Артёму — Святогорская лавра.
- Памятник Кузьме Апатову — Мариуполь.
- Мемориал Борцам Революции — Луганск.

### В кинематографе
- Фильм «Александр Пархоменко»
- Фильм «Савур-могила»

## Известные уроженцы Донбасса — участники событий 1917—1920

### Зелёная Украина
- Хрещатицкий, Борис Ростиславович

### УНР
- Белецкий, Евгений Николаевич
- Шаповал, Никита Ефимович

### Вольная территория
- Буданов, Абрам Ефремович
- Задов, Лев Николаевич

### Белое движение
- Баранов, Вячеслав Григорьевич
- Назаров, Фёдор Дмитриевич
- Дьяков, Василий Авраамович

### ДКСР
- Каменский, Абрам Захарович
- Лутовинов, Юрий Хрисанфович

### УССР
- Ворошилов, Климент Ефремович
- Пархоменко, Александр Яковлевич
- Медведев, Ефим Григорьевич
- Скрипник, Николай Алексеевич